# Han Xiandi
Pour les articles homonymes, voir Xìàn, Dì (帝) et Liu Xie.

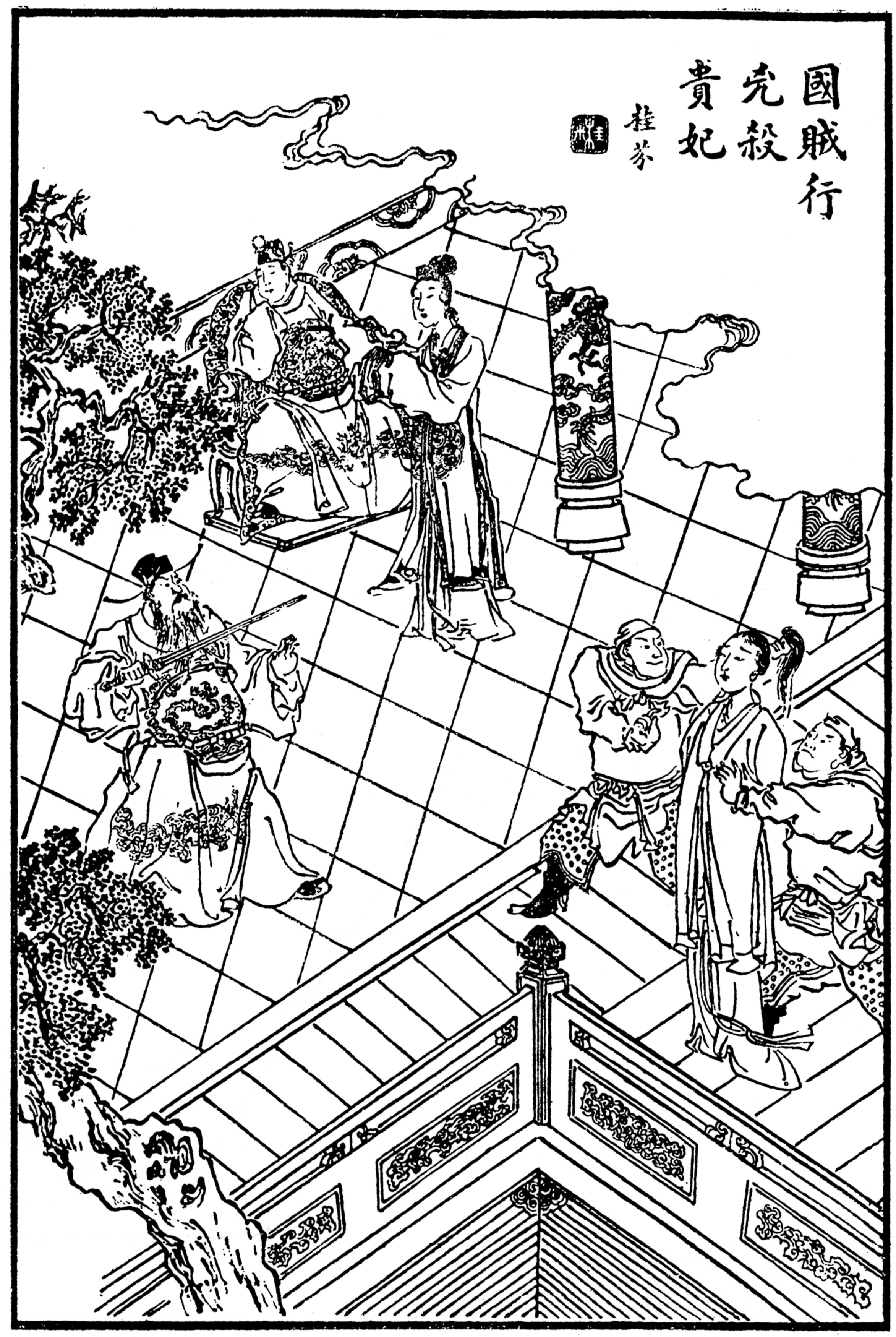
Cao Cao fait exécuter la fille de Dong Cheng, épouse impériale

L'Empereur Xiandi (Traditionnel 漢獻帝, Simplifié 汉献帝, Pinyin Hàn Xiàn dì, Romanisation Wade-Giles Han Hsien-ti; 181-234, règne 189-220) était le dernier Empereur de la dynastie chinoise Han. Il fut forcé à abdiquer en faveur de Cao Pi et fut nommé Duc de Shanyang (Shanyang gong).
L'Empereur Xian était le fils de l'Empereur Han Lingdi et le petit frère de l'Empereur Han Shaodi, qui est plus connu sous le nom de Prince de Hongnong. Il fut placé sur le trône en 189, après que Dong Zhuo eut évincé son frère aîné. Les circonstances d'accession au trône ont laissé penser aux autres seigneurs que Dong Zhuo possédait réellement le contrôle de l'Empire. Toutefois, après l'assassinat de Dong Zhuo en 192, l'Empereur Xian se retrouva isolé à Luoyang lorsque les seigneurs de guerre reconnaissaient son autorité officiellement, sans pour autant lui envoyer aucune aide. Finalement, l'Empereur Xian passa sous le contrôle de Cao Cao à partir de 196, qui l'utilisa pour émettre des décrets à son bénéfice au nom de l'Empereur Xian. Ceux-ci furent une grande aide dans la quête de réunification de l'empire menée par Cao Cao, jusqu'à la défaite contre Sun Quan et Liu Bei lors de la bataille de la Falaise rouge, qui conduisit l'empire à être divisé en trois royaumes. En 220, la dynastie Han a été finalement renversée par le fils de Cao Cao, Cao Pi, mettant fin à plus de 400 ans de règne de la dynastie Han et laissant place à la période des Trois Royaumes.
Bien que l'Empereur fût rétrogradé à un rang de noblesse (Duc de Shanyang), il vivait dans le confort et jouissait de traitements de faveur. L'Empereur Xian mourut en 234, quatorze ans après la chute de la dynastie, à l'âge de 53 ans.

## Contexte familial
Le futur Empereur Xiandi, de son vrai nom Liu Xie, est né en 181, de l'Empereur Ling et de sa concubine Consort Wang. Durant la grossesse, Wang, dont l'Impératrice He se méfie énormément, est empoisonnée afin de la faire avorter, sans succès. Peu de temps après l'accouchement, l'Impératrice He l'empoisonne par jalousie, en mélangeant du poison dans son riz. L'Empereur Ling veut alors déposséder l'Impératrice, mais les Eunuques, qui lui sont dévoués, l'en dissuadent. Le Prince Xie est élevé par la mère de l'Empereur Ling, connue sous le titre de Marquise Dong. Le Prince Liu Bian (劉辩), né de l'Impératrice He, et plus âgé, devrait hériter de la couronne. Mais l'Empereur Ling juge son comportement insuffisamment solennel. Il envisage de choisir Xie Prince Héritier, mais hésite et ne parvient pas à prendre sa décision.
À la mort de l'Empereur Ling en 189, Jian Shuo, un puissant Eunuque auquel il faisait confiance, veut tuer le frère de l'Impératrice He, le général He Jin, et faire du Prince Liu Xie l'empereur. Il tend un piège à He Jin mais est découvert et ne parvient pas à ses fins. Liu Bian devient l'Empereur mais pour peu de temps. En effet, les troubles éclatent partout, un général puissant, Dong Zhuo, prend le pouvoir. Jugeant Liu Xie plus compétent que son frère, Dong Zhuo le place sur le trône, en 189. Xiandi avait 9 ans.
Dong Zhuo ne reste pas longtemps au pouvoir. Il s'ensuit une période trouble pendant laquelle Xiandi garde le titre d'Empereur mais n'a aucun pouvoir. Jusqu'à l'an 220, l'homme fort Cao Pi, le destitue officiellement pour se proclamer Empereur à sa place et changer le nom de royaume de Wei.
Xiandi, devenu Duc de ShanYang, meurt de sa belle mort en 234.
L'Empereur Xian constitue la 15e génération descendante de Liu Bang, le fondateur de la dynastie Han.

## Accession au trône et effondrement de la dynastie Han

### Ascension de Dong Zhuo
Après que le Prince Bian soit devenu Empereur, He Jin devient la personne la plus puissante de la cour. Avec son conseiller Yuan Shao, il monte une conspiration pour éliminer les puissants Eunuques. Cependant, l'Impératrice Douairière He les désapprouve et He Jin et son conseiller mettent donc au point dans le plus grand secret un plan visant à faire marcher des généraux vers la capitale Luoyang, afin que l'Impératrice Douairière les rejoigne. Un de ces généraux est le désobéissant Dong Zhuo qui voit là une opportunité pour prendre le contrôle du pouvoir central.
Le plan de He Jin est découvert par les Eunuques, qui le capturent et le tuent. Yuan Shao conduit donc ses troupes dans le palais et tue la majorité des Eunuques. Les Eunuques restant prennent alors le jeune Empereur et le Prince Xie en otage. Mais voyant que le combat ne tourne pas à leur avantages, ils se suicident. Lorsque Dong Zhuo arrive sur les lieux, impressionné par son propre pouvoir et non impressionné par le jeune Empereur nerveux, il force l'Empereur à céder son trône au profit du Prince Xian (en partie grâce à l'Impératrice Douairière Dong qui, bien que n'ayant aucun lien avec Dong Zhuo, lui fait confiance), qui devient par conséquent l'Empereur Xian. Dong Zhuo assassine ensuite l'Impératrice Douairière He et l'ancien Empereur, prenant ainsi le contrôle de la scène politique.

### Réinstallation forcée à l'ouest et mort de Dong Zhuo
À l'été 190, certains officiels locaux, formant une coalition dirigée par Yuan Shao, s'insurgent contre Dong Zhuo. Même s'ils craignent la force militaire de Dong Zhuo et ne marchent pas directement sur Luoyang, Dong Zhuo redoute leur force collective et décide de déplacer la capitale vers l'ouest, dans l'ancienne capitale des Han orientaux, Chang'an. Il s'approche ainsi de sa puissante base de la province de Liang (actuelle Gansu). Le 9 avril 190, il force l'Empereur Xian à déménager à Chang'an et met le feu à Luoyang, ne laissant derrière lui qu'un champ de ruines.
En 192, un certain nombre d'officiels dans l'entourage de Dong Zhuo, conduits par Wang Yun et le fils adoptif de Dong, Lü Bu, assassinent Dong le 22 mai. Pendant un certain temps, le régime Han semble revenir à la normale, puisque Wang Yun établit des liens amicaux avec les officiels ayant assassiné Dong Zhuo. Cependant, à cause de l'échec de Wang Yun pour pacifier les anciens subordonnés de Dong Zhuo, les seigneurs de guerre lancent une révolte et tuent Wang Yun. Toute possibilité de retour à la normale est brisée.

### Retour sur les ruines de Luoyang
Les anciens subordonnées de Dong Zhuo, dirigés par Li Jue et Guo Si, tiennent l'Empereur Xian et les officiels impériaux. Cependant, Li Jue et Guo Si n'ont pas de sérieuses ambitions. Leur incompétence à gouverner offre alors une brèche dans l'empire au profit des royaumes des seigneurs de guerre. En 195, Li Jue et Guo Si connaissent leur principale chute. Li Jue et Guo Si prennent respectivement en otage l'Empereur Xian et les officiels impériaux pour s'affronter. Plus tard dans l'année, alors que la situation se calme, Li Jue et Guo Si autorisent l'Empereur à retourner à Luoyang. Mais à peine l'Empereur a-t-il quitté Chang'an, qu'ils regrettent leur choix et ils le prennent en chasse avec leurs troupes. Bien qu'incapables de capturer l'Empereur, sa Cour est appauvrie et incapable de s'occuper de l'Empereur. Plusieurs officiels impériaux meurent de faim. À ce moment, un stratège de Yuan Shao, Ju Shou, propose d'accueillir l'Empereur dans sa province pour qu'il puisse reprendre effectivement le contrôle du gouvernement impérial. Mais les autres stratèges, Guo Tu et Chunyu Qiong s'y opposent et persuadent Yuan Shao de ne plus proposer d'héberger l'Empereur Xian.

### La prise de contrôle de Cao Cao
Ce que Yuan Shao n'a pas réussi à faire, Cao Cao le fait. Cao Cao est un seigneur de guerre relativement modeste, gouverneur de la petite province de Yan (兗州, à l'ouest de l'actuel Shandong et l'est du Hunan), avec ses quartiers généraux à Xu (actuellement Xuchang, Henan). Il remarque l'avantage stratégique d'avoir le contrôle et la protection l'empereur. En 196, il marche à l'ouest vers Luoyang et, après avoir convaincu de sa loyauté les généraux Dong Cheng et Yang Feng de l'Empereur Xian, il entre à Luoyang. Il partage alors techniquement le pouvoir avec Dong Cheng et Yang Feng, mais il est en réalité aux commandes. Malgré la situation avec Dong Zhuo, Cao Cao sait comment apaiser les autres généraux et nobles. En leur donnant un petit peu de pouvoir, il s'assure de leur loyauté, et minimalise ainsi les oppositions à son égard dans la cour. Il décide ensuite de déménager la capitale à Xu, afin d'asseoir un peu plus son contrôle sur le gouvernement impérial. Alors que Yang Feng s'oppose à lui, il le défait et peut ainsi déplacer la capitale.
Cao Cao commence alors à émettre des édits impériaux sous le nom de l'Empereur Xian, dont un condamnant durement Yuan Shao pour avoir dialogué avec les provinces voisines, même s'ils confère à Yuan Shao le poste honorifique de commandant des forces armées. Yuan Shao et les autres seigneurs de guerre voient finalement l'avantage que possède Cao Cao, mais il est trop tard. Cao Cao ne laissera pas, jusqu'à la fin de sa vie, l'Empereur Xian, échapper à son emprise. Cao Cao et l'Empereur avaient une relation cordiale en surface, mais cela n'empêchera pas deux affrontements majeurs impliquant Cao Cao et d'autres personnes de la cour impériale.
En 199, alors que Cao Cao fait face à un affrontement militaire contre Yuan Shao, Dong Cheng déclare avoir reçu un édit secret de la part de l'Empereur Xian (caché dans sa ceinture). Il entre alors dans une conspiration avec Liu Bei, Zhong Ji et Wang Fu pour assassiner Cao Cao. Plus tard dans l'année, Liu Bei commence une rébellion et attend Dong Cheng pour agir dans la capitale. Mais en 200, la conspiration de Dong Cheng est découverte et il est tué avec Zhong Ji et Wang Fu. Liu Bei est ensuite battu par les forces de Cao Cao et s'enfuit dans le camp de Yuan Shao. La fille de Dong Cheng, une Consort Impériale, tombe enceinte et l'Empereur Xian essaie d'intercéder personnellement en sa faveur. Mais Cao Cao l'exécute tout de même. Ceci va précipiter l'incident majeur suivant.
La femme de l'Empereur Xian, l'Impératrice Fu Shou, en colère et craintive quant à la mort de la Consort Dong, écrit une lettre à son père Fu Wan (伏完), accusant Cao Cao de cruauté et lui demande implicitement de commencer une nouvelle conspiration contre Cao Cao. Fu Wan craignant Cao Cao ne donne pas suite à cette lettre, qui est découverte en 214. Cao Cao oblige l'Empereur Xian à déposséder l'Impératrice Fu Shou. L'Empereur hésite et Cao Cao envoie ses forces pour exécuter la sentence. L'Impératrice Fu Shou se cache dans les murs, mais finit par être découverte et traînée à l'extérieur. Alors qu'elle est éloignée, l'Impératrice crie en direction de l'Empereur Xian pour qu'il lui sauve la vie. La seule réponse qu'elle reçut est qu'il ne sait pas ce qu'il va lui arriver. Elle est tuée avec ses deux fils et sa famille.
Le fait que l'Empereur Xian est une marionnette dans les mains de Cao Cao est désormais connu de tous. Ce dernier force même l'Empereur Xian à épouser sa fille, Cao Jie et d'en faire une Impératrice Consort.

## Abdication et mort
Le 15 mars 220, Cao Cao meurt. Son héritier, Cao Pi, pousse très vite l'empereur à abdiquer pour lui laisser le trône, mettant ainsi fin à la dynastie Han. Cao Pi établit alors une nouvelle dynastie connu sous le nom de Cao Wei (royaume de Wei), et l'empereur Xian est nommé duc de Shanyang.
L'ancien souverain meurt en 234 et est enterré avec les honneurs dus à son rang. Son petit-fils, Liu Kang (劉康) hérite de son duché, qui durera encore 81 ans et connaîtra deux autres ducs, avant que la lignée ne soit exterminée par les invasions barbares durant la dynastie Jin.

## Informations personnelles
- Père
  - Empereur Ling de la dynastie Han
- Mère
  - Consort Wang
- Femmes
  - Impératrice Fu Shou (mariage en 195, décès en 214)
  - Impératrice Cao Jie (mariage en 214, décès en 237), fille de Cao Cao
- Principales concubines
  - Consort Dong (exécutée en 200), fille de Dong Cheng
  - Consort Cao Xian (曹憲), fille de Cao Cao, sœur aînée de l'Impératrice Cao Jie
  - Consort Cao Hua (曹華), fille de Cao Cao, sœur cadette de l'Impératrice Cao Jie
- Enfants
  - Liu Feng (劉馮), Prince de Nanyang (créé et mort en 200)
  - Liu Xi (劉熙), Prince de Jiying (créé en 204)
  - Liu Yi (劉懿), Prince de Shanyang (créé en 204)
  - Liu Miao (劉邈), Prince de Jibei (créé en 204)
  - Liu Dun (劉敦), Prince de Donghai (créé en 204)
  - deux fils avec l'impératrice Fu, peut être deux de ces princes (tués par Cao Cao en 214)
  - deux filles qui deviendront des concubines de Cao Pi